# Трохимчук Іван Васильович
Іва́н Васи́льович Трохимчу́к (24 липня 1993, с. Тишиця, Березнівський район, Рівненська область — 6 серпня 2014) — солдат Збройних сил України, учасник російсько-української війни.

## Життєпис
Народився 1993 року в селі Тишиця (Березнівський район, Рівненська область) у багатодітній сім'ї. 2010 року закінчив Тишицьку ЗОШ, мав здібності до математики. Скрутне матеріальне становище у сім'ї змусило його ще в дев'ятому класі ходити на роботу (на пилораму), в одинадцятому класі виїздив на сезонні роботи. Протягом 2012—2013 років проходив строкову службу в лавах ЗСУ (Новоград-Волинський), стрілець-кулеметник.
Навесні 2014-го призваний за частковою мобілізацією. Стрілець, 51-ша окрема механізована бригада. 40 днів проходив навчання (Володимир-Волинський навчальний центр). Від 19 червня перебував у зоні бойових дій. Двічі поранений — біля селища Дзеркальне (Луганська область) та в Донецькій області. Лікувався у Рівному.
14 липня 2014 року під час переміщення в колоні поблизу села Черемшине Луганської області зазнав поранень вдруге — пострілом з ПТРК терористами уражено САУ 2С1. У цьому бою загинули солдати Іван Кантор та Олександр Абрамчук.
6 серпня 2014-го помер, перебуваючи у відпустці для реабілітації після поранення, якого зазнав у зоні бойових дій.
Похований у селі Тишиця, Березнівський район.

## Нагороди та вшанування
За особисту мужність і героїзм, виявлені у захисті державного суверенітету та територіальної цілісності України, вірність військовій присязі під час російсько-української війни, відзначений — нагороджений
- 27 червня 2015 року — орденом «За мужність» III ступеня.
- у школі, де навчався Трохимчук, відкрито меморіальну дошку його честі.
- його портрет розміщений на меморіалі «Стіна пам'яті полеглих за Україну» в Києві: секція 2, ряд 6, місце 24